# Pneumodermopsis paucidens
Pneumodermopsis paucidens is een slakkensoort uit de familie van de Pneumodermatidae. De wetenschappelijke naam van de soort is voor het eerst geldig gepubliceerd in 1886 door Boas.